# Piotr Kijewski
Piotr Lucjan Kijewski (ur. 19 maja 1937 w Łomży) – polski geolog, specjalista geologii złożowej, górnictwa rud miedzi i ochrony środowiska. Długoletni kierownik Zakładu Geologii Stosowanej KGHM Cuprum.

## Życiorys
Urodził się w Łomży w 1937. Maturę uzyskał w 1956 w Liceum Ogólnokształcącym w Zgorzelcu. Studia z zakresu geologii ukończył w 1965 na Wydziale Nauk Przyrodniczych Uniwersytetu Wrocławskiego. W 1970 odbył studia podyplomowe z zakresu mineralogii i petrografii na Wydziale Geologiczno-Poszukiwawczym AGH w Krakowie. Stopień doktora nauk technicznych otrzymał w 1987 w Instytucie Górnictwa Politechniki Wrocławskiej na podstawie rozprawy Budowa i właściwości soli kamiennej najstarszej w cechsztynie monokliny przedsudeckiej. Promotorem doktoratu był prof. Jan B. Tomaszewski.
W 1995 na Akademii Górniczo-Hutniczej w Krakowie ukończył studia podyplomowe z zakresu ochrony środowiska przyrodniczego i zasobów mineralnych, które zakończył pracą (pod kierunkiem prof. Jakuba Siemka) Głębinowe zatłaczanie solanek kopalnianych jako metoda ochrony środowiska wodnego.
W okresie 1965–1968 pracował w Zakładach Przemysłowych R-1 w Kowarach poszukujących rud uranu. Był pracownikiem Zakładu Geologii Stosowanej KGHM Cuprum od jego utworzenia przez Jana Tomaszewskiego w 1968. W latach 1982–2002 był kierownikiem tego Zakładu. Pracował także w Zakładzie Mechaniki Górotworu. Z ośrodkiem badawczym KGHM Cuprum był związany do 2015.

## Działalność naukowa

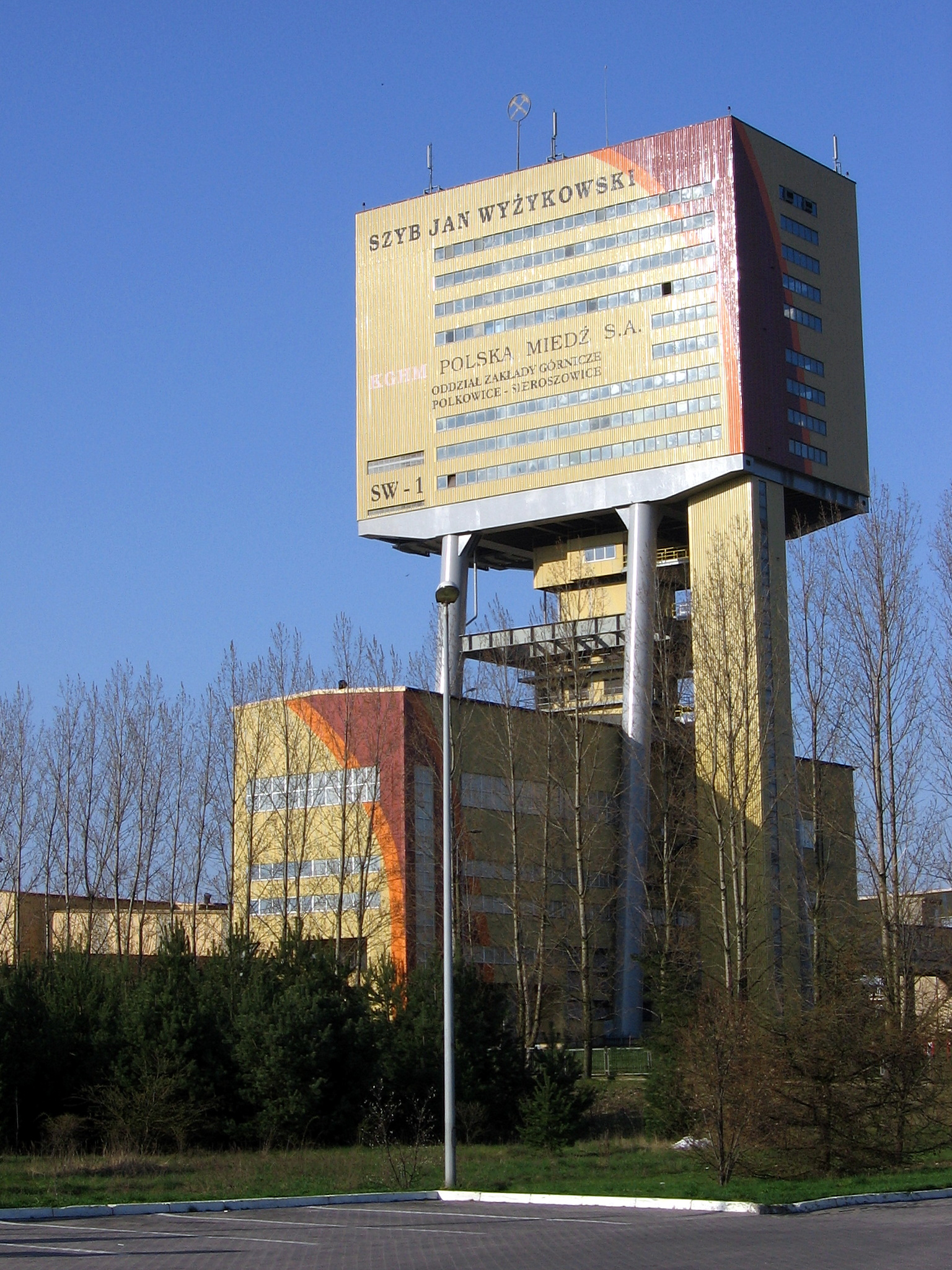
Szyb Jan Wyżykowski, Polska Miedź S.A., Zakłady Górnicze Polkowice-Sieroszowice

Prowadził prace badawcze z zakresu geologii złożowej, geologii kopalnianej, mechaniki górotworu i hydrogeologii w obszarze złoża rud miedzi Lubin-Sieroszowice. W szczególności zajmował się:
- problemami geologicznymi masywów skalnych[8][9],
- występowaniem i rozmieszczeniem pierwiastków towarzyszących (jak ren, arsen, rtęć, ołów i inne) oraz ich znaczeniem w procesach technologicznych, możliwości wykorzystania i oddziaływania na środowisko przyrodnicze[10][11],
- występowaniem złóż soli w kopalniach rud miedzi[12][13],
- badaniami wytrzymałościowymi skał, w tym skał modelowych i ich wykorzystanie w praktyce górniczej[14][15],
- ochroną środowiska gospodarki surowcowej[16][17],
- badaniami zagrożenia gazowego związanego z obecnością siarkowodoru w warstwach stropowych kopalni rud miedzi[18][19].

Za udział w opracowaniu teorii na temat: „Pochodzenie lubińskich złóż miedzi w świetle analizy sedymentologicznej” otrzymał w 1974 Nagrodę Sekretarza Naukowego PAN. W 1980 został nominowany przez Ministra Ochrony Środowiska, Zasobów Naturalnych i Leśnictwa na członka Rady Geologicznej. W latach 1993–2001 był członkiem Sekcji Wiertnictwa i Górnictwa Otworowego Komitetu Górnictwa PAN. Prezes Wyższego Urzędu Górniczego powołał go w 2010 na członka Komisji do spraw Zagrożenia Wyrzutami Gazów i Skał w Podziemnych Zakładach Górniczych Wydobywających Rudy Metali. W latach 2007–2014 był członkiem Sekcji Rud Metali Komitetu Górnictwa PAN w Krakowie. W latach 2006–2010 był członkiem Rady Naukowej KGHM Cuprum – Centrum Badawczo-Rozwojowego.
Jest współautorem patentu związanego z usytuowaniem filarów podporowych w eksploatacji kopalń.
W 2023 przedstawił analizę światowego rynku renu i udziału w nim KGHM.

## Publikacje książkowe

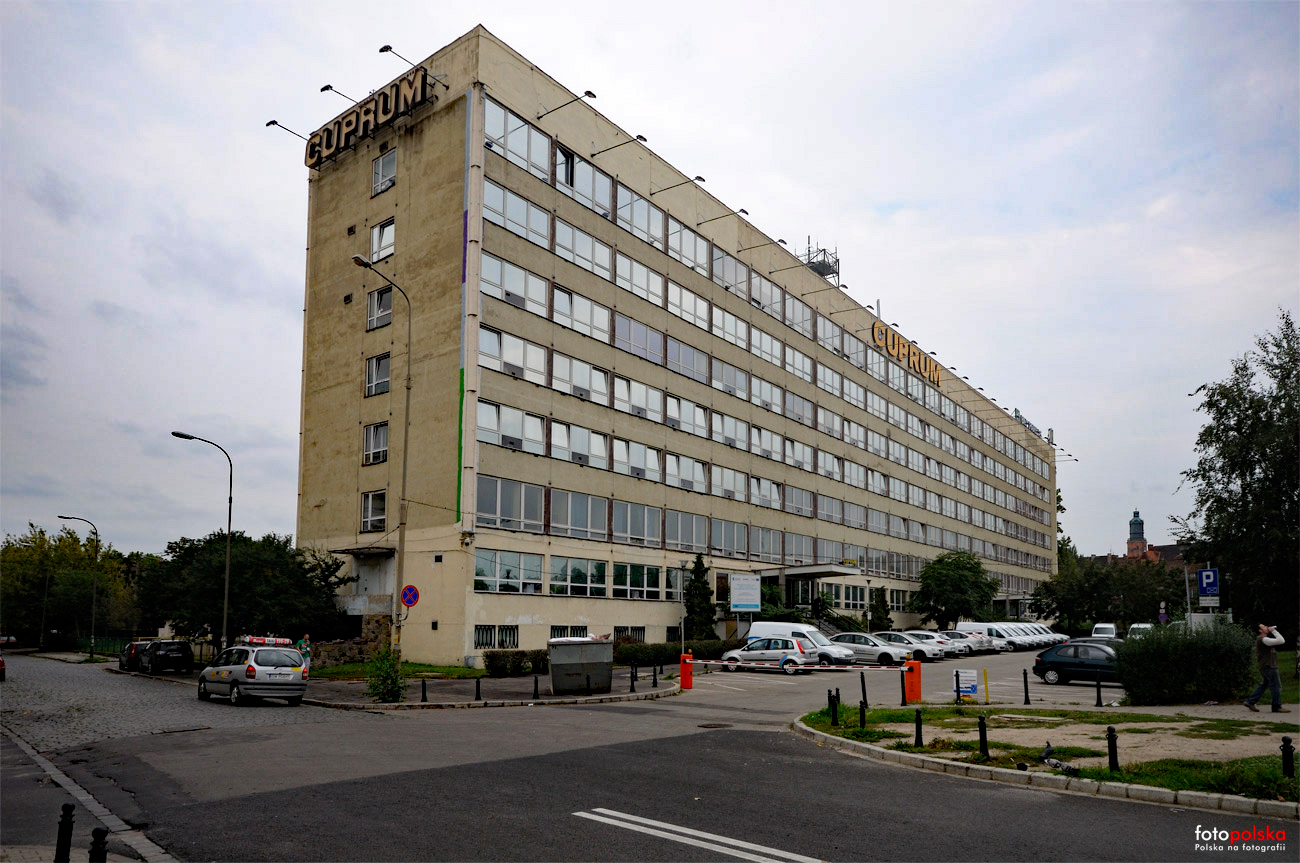
Budynek „Cuprum” w 2012, plac Jana Pawła II we Wrocławiu

- Piotr Kijewski, Problematyka górnictwa rud miedzi w pracach geologów KGHM Cuprum: 50 lat doświadczenia i rozwoju, Wrocław: KGHM Cuprum – Centrum Badawczo-Rozwojowe, 2017, s. 59, ISBN 978-83-941744-2-2.
- Piotr Kijewski, Jak złoże miedzi zmieniło Ziemię Lubuską?, [w:] Paweł P. Zagożdżon, Maciej Madziarz (red.), Dzieje górnictwa – element europejskiego dziedzictwa kultury, Wrocław: Oficyna Wydawnicza Politechniki Wrocławskiej, 2008, s. 111–120, ISBN 978-83-7493-384-1 [dostęp 2021-10-28].
- Piotr Kijewski (red.), Zakłady Górnicze Polkowice-Sieroszowice, Wrocław: Wydawnictwo KGHM Cuprum Sp. z o.o., Centrum Badawczo-Rozwojowe, 2006, s. 230, ISBN 83-922065-4-1.
- Piotr Kijewski, Elżbieta Idzik (red.), Kronika Polskiej Miedzi, wyd. 2 uzupełnione, Wrocław: Centrum Badawczo-Projektowe Miedzi Cuprum, 2005, s. 275, ISBN 83-922065-1-7. (wydanie 1:1997)
- Piotr Kijewski (red.), Zakłady Górnicze Rudna: 1974–2001, wyd. 3, Wrocław: Centrum Badawczo-Projektowe Miedzi „Cuprum”, 2004, s. 223, ISBN 83-906885-8-1. (wydanie 1:1999, wydanie 2: 2001)
- Piotr Kijewski i inni red., Chronicle of Polish Copper, Wrocław: Centrum Badawczo-Projektowe Miedzi „Cuprum”, 1998, s. 237, ISBN 83-906885-1-4.
- Piotr Kijewski, Czesław August (red.), 50-lecie polskiej geologii na Uniwersytecie Wrocławskim. Rola geologii w sozologicznym zagospodarowaniu zasobów naturalnych ziemi, Wrocław: Instytut Nauk Geologicznych i Stowarzyszenie Geologów Wychowanków Uniwersytetu Wrocławskiego, 1995, s. 224, ISBN 83-903142-1-5.
- Piotr Kijewski (red.), Głębinowe zatłaczanie solanki z kopalń rud miedzi z wykorzystaniem struktur pogazowych, Warszawa – Lubin – Wrocław: Komitet Badań Naukowych, KGHM Polska Miedź, Centrum Badawczo-Rozwojowe Miedzi Cuprum, 1994, s. 198.
- Piotr Kijewski (red.), Metale towarzyszące w złożu rudy miedzi. Stan badań i perspektywy dalszego ich wykorzystania, Materiały konferencji w Rydzynie w dniach 13–14 maja 1987 z okazji 30-lecia odkrycia polskiej miedzi, Wrocław: Zakłady Badawcze i Projektowe Miedzi „Cuprum”, 1987, s. 257.

## Odznaczenia

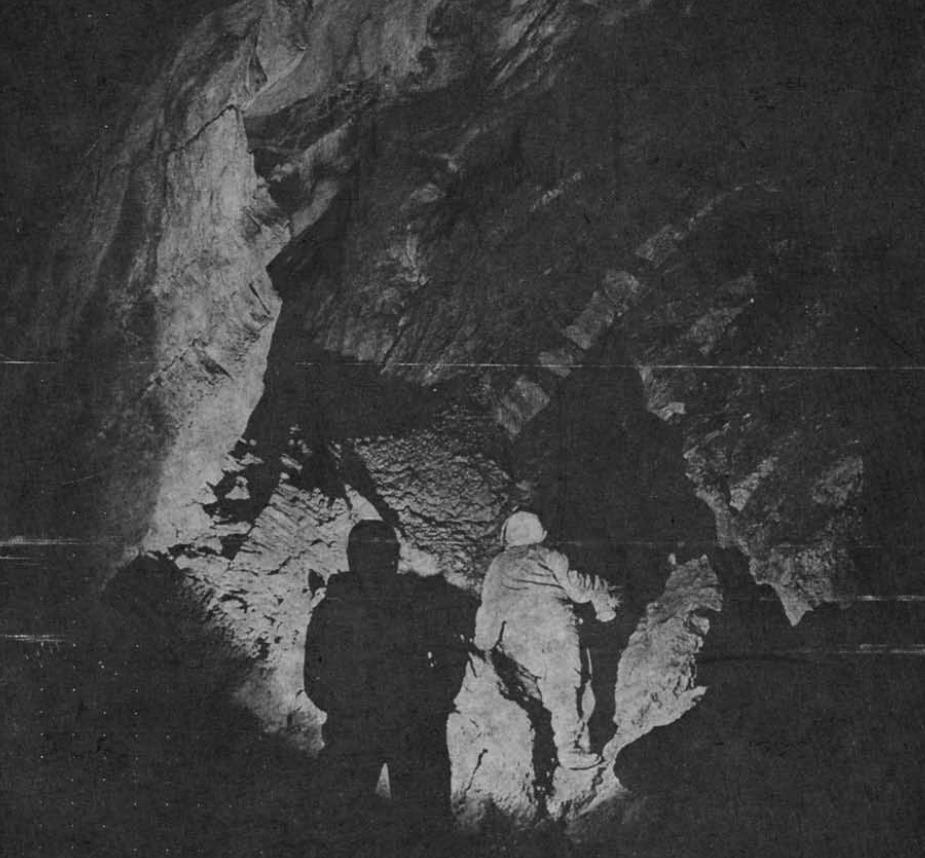
Jaskinia Czarna w Tatrach Zachodnich. Partie pod „Kominem Węgierskim” eksplorowane w 1964

Został odznaczony Złotym Krzyżem Zasługi (2002), Odznaką Zasłużony dla Polskiej Geologii, Odznaką Zasłużony dla Górnictwa RP (srebrna i złota), Medalem 50-lecia Polskiej Miedzi. Posiada Honorową Szpadę Górniczą. Jest Dyrektorem Górniczym I stopnia.

## Inne informacje
Uprawiał lekkoatletykę. W 1956 na zawodach Szkolnych Zespołów Sportowych w Łodzi w biegu na 100 metrów uzyskał wynik 10,9 s.
Jest długoletnim członkiem i uczestnikiem wypraw jaskiniowych Sekcji Grotołazów Wrocław. W 1964 był kierownikiem wyprawy eksploracyjnej w Jaskini Czarnej. W środowisku górskim i jaskiniowym jest nazywany „Cjano”.
W 2008 wydał zbiór własnych pieśni gwareckich z lat 1973–2008.
W latach 2015–2016 podjął inicjatywę renowacji wczesnobarokowych empor i malowideł w kościele parafialnym pod wezwaniem Matki Boskiej Szkaplerznej w Starym Węglińcu. W 2019 wykonano renowację następnych trzech malowideł.